# Gäsan
Gäsan är en sjö i Borlänge kommun i Dalarna och ingår i Dalälvens huvudavrinningsområde. Sjön har en area på 0,419 kvadratkilometer och ligger 225,1 meter över havet. Sjön avvattnas av vattendraget Norån.

## Delavrinningsområde
Gäsan ingår i det delavrinningsområde (670554-146778) som SMHI kallar för Utloppet av Gäsan. Medelhöjden är 283 meter över havet och ytan är 5,45 kvadratkilometer. Räknas de 9 avrinningsområdena uppströms in blir den ackumulerade arean 60,8 kvadratkilometer. Norån som avvattnar avrinningsområdet har biflödesordning 3, vilket innebär att vattnet flödar genom totalt 3 vattendrag innan det når havet efter 229 kilometer. Avrinningsområdet består mestadels av skog (77 procent). Avrinningsområdet har 0,42 kvadratkilometer vattenytor vilket ger det en sjöprocent på 7,7 procent.